# Sulcospira testudinaria
Sulcospira testudinaria is een slakkensoort uit de familie van de Pachychilidae. De wetenschappelijke naam van de soort is voor het eerst geldig gepubliceerd in 1842 door von dem Busch.